# ユノハナガニ
ユノハナガニ（湯の花蟹、学名：Gandalfus yunohana）は、ユノハナガニ科のカニの一種。

## 分布
フィリピン海プレート東端の海山群にある、深海の熱水噴出孔に生息する。生息深度はユノハナガニ類としては浅く、420-1380 mである。

## 分類
2000年に Austinograea 属の1種として記載されたが、2007年に Colin McLay により新属 Gandalfus に移動された。この属名は指輪物語のガンダルフに由来する。

## 形態
背甲は楕円形で平たく、雄は平均41.9×26.9 mm、雌はこれより大きく 50.5×32.5 mmである。ユノハナガニ類の中でも眼の退化が進んでいる一群に属し、眼柄を動かすことができず、角膜に色素を持たない。だが、この角膜は皮下に埋もれていないため前方から視認することができ、この点で同属の Gandalfus puia と区別できる。
体色は白い。和名はその姿が温泉に舞う湯の花のようだとしてつけられたもので、学名の種小名にも"yunohana"とつけられている。生態や体色は大きく違うが、外見はサワガニに似る。

## 生態
深海底の海底火山や海嶺の、熱水噴出孔の周囲に高密度で生息し、他の多くの生物とともに化学合成生態系を形成する。食性は肉食性で、生息域に同居するチューブワーム（ハオリムシ）などを捕食している。
「しんかい6500」などの深海探査船によって捕獲されることがある。捕獲時は魚肉などの餌を入れた籠を生息域に設置して捕獲するが、ユノハナガニは匂いに敏感で、我先に籠へ殺到する。
現在の所、水産資源としての価値は見出されていないが、興味深い深海生物として研究が行われており、日本科学未来館、新江ノ島水族館などで生体が飼育されている。深海生物には高温・高圧などの条件下でないと生きられないものもいるが、ユノハナガニは高圧下でなくても生存可能で、飼育は比較的容易である。また、明るいときはあまり動かず、暗くなると行動する、という生活リズムを持つことが判明している。
ユノハナガニ科のカニは多くの種類が世界中の深海に分布しているとみられるが、深海生物ゆえ詳しい生態や種分化などが不明で、これからの研究が待たれる。